# アカオネッタイチョウ

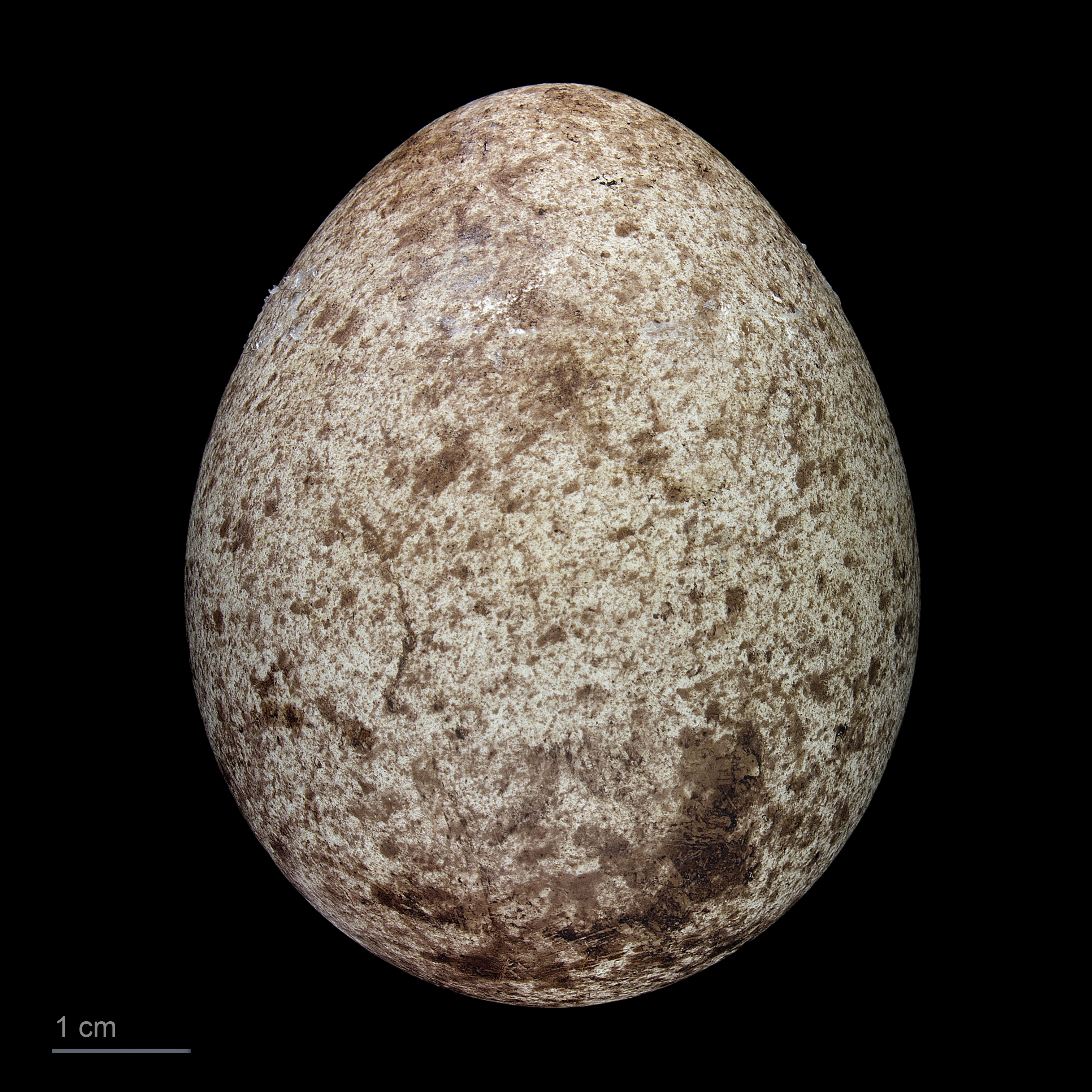
Phaethon rubricauda

アカオネッタイチョウ（赤尾熱帯鳥、Phaethon rubricauda）は、ネッタイチョウ属に分類される鳥の一種である。

## 分布
インド洋、太平洋
日本では北硫黄島、西之島、南鳥島、南硫黄島で繁殖例がある。小笠原諸島や仲御神島に飛来し、本州沿岸部でも観察例がある。

## 形態
全長90 - 105センチメートル。尾羽を除いた全長は約46センチメートル。全身は白い。眼の周囲や、尾羽基部の下面を被う羽毛（下尾筒）に黒い斑紋が入る。中央の尾羽2枚は赤い。種小名rubricaudaは「赤い尾の」の意。
嘴の色彩は赤い。趾の色彩は黒い。

## 分類
以下の亜種の分類・分布は、IOC World Bird List (v10.1)に従う。
Phaethon rubricauda rubricauda Boddaert, 1783
インド洋西部
Phaethon rubricauda melanorhynchos Gmelin, 1789
太平洋南部・中部・西部
Phaethon rubricauda roseotinctus (Mathews, 1926)
太平洋南西部
Phaethon rubricauda westralis Mathews, 1912
インド洋東部
2012年の日本産鳥類目録 改訂第7版では、ミクロネシアや硫黄列島・ハワイ諸島で繁殖する亜種として亜種アカオネッタイチョウP. r. rothschildiを掲載している。一方で2020年の時点でIOC World Bird Listでは、この亜種を認めていない。

## 生態
熱帯や亜熱帯の海洋に生息する。
トビウオ類などの魚類、アカイカ類などの軟体動物などを食べる。海上を飛び回りながら獲物を探し、見つけると飛び込んだり掬い上げるようにして捕える。
繁殖様式は卵生。集団繁殖地（コロニー）を形成する。熱帯では周年繁殖する地域もあるが、硫黄列島では5 - 7月に産卵する。岩の隙間や木の根元などに、1回に1個の卵を産む。雌雄交代で抱卵し、抱卵期間は約28日。強い日ざしを避け、木陰に巣を作る。巣材は何もつかわず卵をうむ。こういった身を隠すような行動は足が短く地上での行動を苦手とすることが原因と思われる。

## 人間との関係
生息数は安定していると考えられており、絶滅のおそれは低いと考えられている。一方で繁殖地にネズミ類が侵入することによる影響が懸念されている。
P. r. rothschildi アカオネッタイチョウ
日本では最大の繁殖地である南硫黄島では標高300メートル付近まで営巣している可能性があること・ネズミ類の侵入が確認されていないことから、繁殖地への直接的な影響はないと考えられている。2017年の時点で、沖縄県レッドリストでは絶滅危惧IB類と判定されている。1982年には南硫黄島で53ペアと南硫黄島の周囲で199羽が確認され、生息数は200羽以上と推定されている。北硫黄島では2001年に、6ペアが確認されている。西之島では1981年に繁殖例があるが、2014年の時点で以降の繁殖は確認されていない。仲御神島では1970年代以降は単独もしくは数羽が飛来していたが、2014年の時点では2000年代以降は飛来数が減少傾向にあり飛来しない年もある。
絶滅危惧IB類 (EN)（環境省レッドリスト）